# Peter Günther Tropper
Peter Günther Tropper (* 26. Februar 1956 in Graz) ist ein österreichischer römisch-katholischer Kirchenhistoriker und Diözesan-Archivar der Diözese Gurk.

## Leben
Peter Tropper studierte Geschichte und Germanistik an der Universität Graz, wo er 1981 zum Dr. phil. promoviert und 1997 an der Theologischen Fakultät für das Fach Kirchengeschichte habilitiert wurde. Seit 1981 war er Archivar am Archiv der Diözese Gurk in Klagenfurt, das er von 1985 bis 2021 leitete. Er hielt Vorträge im In- und Ausland (unter anderem in Bregenz, Brixen, Gorizia, Klagenfurt, Rom, Salzburg, Weingarten und Wien). Tropper konzeptionierte und führte (gemeinsam mit Barbara Kienzl und Christine Tropper) die Ausstellungen Hemma von Gurk und Franz Xaver von Salm – Aufklärer, Kardinal, Patriot durch. 2002 übernahm er die Betreuung des Archivs des Gurker Domkapitels.
Peter Tropper ist verheiratet und Vater von zwei Kindern.

## Schriften (Auswahl)
- Staatliche Kirchenpolitik, Geheimprotestantismus und katholische Mission in Kärnten (1752–1780) (= Das Kärntner Landesarchiv. Band 16). Kärntner Landesarchiv, Klagenfurt 1989, ISBN 3-900531-21-8.
- Urkundenlehre in Österreich. Vom frühen 18. Jahrhundert bis zur Errichtung der „Schule für Österreichische Geschichtsforschung“ 1854 (= Publikationen aus dem Archiv der Universität Graz. Band 28). Akademische Druck- und Verlagsanstalt, Graz 1994, ISBN 3-201-01617-9 (zugleich Dissertation, Graz 1981).
- Vom Missionsgebiet zum Landesbistum. Organisation und Administration der katholischen Kirche in Kärnten von Chorbischof Modestus bis zu Bischof Köstner. Universitätsverlag Carinthia, Klagenfurt 1996, ISBN 3-85378-463-1.
- Nationalitätenkonflikt – Kulturkampf – Heimatkrieg. Dokumente zur Situation des slowenischen Klerus in Kärnten von 1914 bis 1921 (= Das Kärntner Landesarchiv. Band 28). Kärntner Landesarchiv, Klagenfurt 2002, ISBN 3-900531-52-8.
- Ordnung der Frömmigkeit – Normierung des Glaubens. Kirchliche Ordnungsvorstellung und katholisches Laienchristentum in Kärnten zwischen 1848 und 1938. Mohorjeva/Hermagoras, Klagenfurt 2011, ISBN 978-3-7086-0577-7.
- mit Marianne Klemun: Die Reise selbst hat ihre Eigenheiten. Der Bericht über die Visitation des Kardinals Salm im Gail- und Lesachtal 1817 (= Archiv für vaterländische Geschichte und Topographie. Band 103). Geschichtsverein für Kärnten, Klagenfurt 2011, ISBN 978-3-85454-123-3.
- als Herausgeber mit Werner Drobesch: Chronik des Jesuitenkollegs Klagenfurt. Lateinischer Text und deutsche Zusammenfassung, Band 1: 1603–1645. Hermagoras, Klagenfurt 2014, ISBN 978-3-7086-0836-5.
- Kirche an der Front. Die Diözese Gurk im Ersten Weltkrieg (1914–1918). Mohorjeva, Klagenfurt 2015, ISBN 978-3-7086-0842-6.